# Fatih Solak
Fatih Solak (Kayseri, 25 luglio 1980) è un ex cestista turco.

## Palmarès
- Coppa di Turchia: 3

Ülkerspor: 2002-03, 2003-04, 2004-05